# Łukowiec Wiszniowski
Łukowiec Wiszniowski (ukr.  Луковець-Вишнівський, Łukoweć-Wyszniwśkyj) – wieś na Ukrainie, w obwodzie iwanofrankiwskim, w rejonie rohatyńskim.
W II Rzeczypospolitej wieś w powiecie rohatyńskim województwa stanisławowskiego. W czasie okupacji niemieckiej we wsi działał silna polska samoobrona, która obejmowała także sąsiednią wieś Łukowiec Żurowski. Szczególną rolę odebrał ks. Józef Gałek, który organizował żywność dla prawie 6 tys. uciekinierów z sąsiednich wsi, którzy tutaj się schronili. W latach 1942–1945 nacjonaliści ukraińscy z OUN-UPA na terenie obu wsi zamordowali w czasie ataków lub w innych okolicznościach 69 Polaków. Po ponownym wkroczeniu Sowietów w 1944 r. samoobrona została zarejestrowana jako istriebitielny batalion. Pomimo tego 1945 r. NKWD aresztowało dowództwo samoobrony pod zarzutem współpracy z AK.
Około 2,5 km na północ od wsi znajduje się stacja kolejowa Żurawno, położona na linii Lwów – Czerniowce i 11 km na północny wschód od wsi Żurawno. Prowadzi do niej ul. Tarasa Szewczenki (вул. Тарасa Шевченкa).

## Urodzeni
- Izabela Skrybant-Dziewiątkowska